# Davoli
Davoli (Dàvuli o Dàvule  in calabrese) è un comune italiano di 5 718 abitanti della provincia di Catanzaro in Calabria.

## Geografia fisica

### Territorio
È posto a 401 metri di altitudine alle pendici nordorientali del monte Trematerra (m 1228 s.l.m.) sul versante ionico delle Serre calabresi. Il territorio arriva fino al litorale ionico dove sorge Davoli Marina, attrezzata località turistico-balneare situata a sud di Satriano Marina e a nord di San Sostene Marina, non lontano da Soverato.

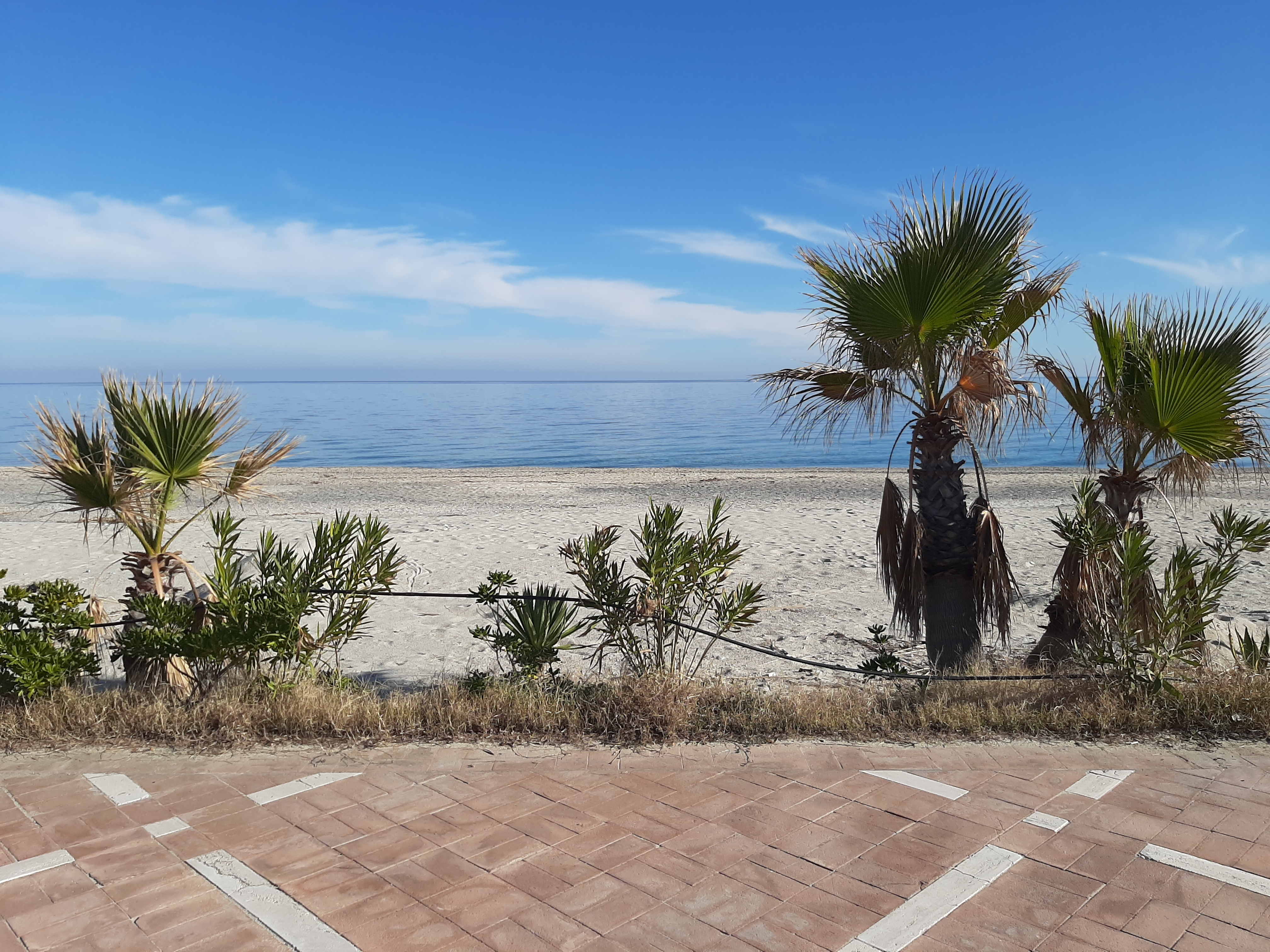
Veduta della spiaggia di Davoli Marina

### Clima
Il clima a Davoli è caldo e temperato, con inverni più piovosi rispetto al periodo estivo.
La temperatura media annuale è di 15,7 °C, con agosto il mese con temperature più alte (24,6 °C) e febbraio il mese con temperature più basse (8,2 °C).
La piovosità media annuale è di 896 mm. In particolare le piogge sono più scarse nel mese di giugno (26 mm) e più abbondanti nel mese di novembre (115 mm).
| [ 4 ]               | Mesi | Mesi | Mesi | Mesi | Mesi | Mesi | Mesi | Mesi | Mesi | Mesi | Mesi | Mesi | Stagioni | Stagioni | Stagioni | Stagioni | Anno |
| [ 4 ]               | Gen  | Feb  | Mar  | Apr  | Mag  | Giu  | Lug  | Ago  | Set  | Ott  | Nov  | Dic  | Inv      | Pri      | Est      | Aut      | Anno |
| ------------------- | ---- | ---- | ---- | ---- | ---- | ---- | ---- | ---- | ---- | ---- | ---- | ---- | -------- | -------- | -------- | -------- | ---- |
| T. max. media (°C)  | 10,9 | 11,1 | 13,8 | 16,4 | 20,6 | 25,7 | 28,5 | 28,6 | 24,0 | 20,3 | 16,0 | 12,2 | 11,4     | 16,9     | 27,6     | 20,1     | 19,0 |
| T. min. media (°C)  | 6,1  | 5,7  | 7,4  | 9,7  | 13,4 | 17,6 | 20,4 | 21,1 | 18,1 | 15,1 | 11,3 | 7,8  | 6,5      | 10,2     | 19,7     | 14,8     | 12,8 |
| Precipitazioni (mm) | 101  | 94   | 86   | 72   | 50   | 26   | 27   | 30   | 81   | 106  | 115  | 108  | 303      | 208      | 83       | 302      | 896  |

- Classificazione sismica: zona 2 (zona con pericolosità sismica media dove possono verificarsi forti terremoti),[5] Ordinanza PCM 3274 del 20/03/2003
- Classificazione climatica: zona D, 1.591 GR/G[6]
- Classificazione dei climi di Köppen: CSa[4]

## Origini del nome
Il nome della città di Davoli, originariamente Daulis, è ricondotto al nome della città greca Daulia (che corrisponde forse all'attuale Davleia), dalla quale arrivarono i coloni che fondarono la città nel VII secolo a.C. Il nome della città Daulia deriverebbe a sua volta dal greco "daulos", che significa "folto, con fitta vegetazione", con riferimento ai folti boschi presenti attorno alla città.

## Storia
Le origini di Davoli sono fatte risalire al VII secolo a.C., con l'insediamento di coloni provenienti dall'antica città greca Daulia.
È stato ipotizzato che Davoli corrisponda al regno dei Feaci, dove secondo i racconti dell'Odissea fu accolto il naufrago Ulisse.
Nel IX secolo sorsero a Davoli diversi eremi e cenobi di monaci basiliani, tra cui uno in località Trono.
Nel 1532, sotto il dominio dei principi di Satriano, Davoli contava 104 nuclei familiari (fuochi). In questo periodo furono costruiti palazzi e dimore nobiliari (tra cui il palazzo Felluso) dalle famiglie Tucci, De Barberis, Badolisani, Castagna, Gualtieri, Catarisano e Ravaschiera-Fieschi.
Nel 1811 Davoli diventò capoluogo del circondario che comprendeva i comuni di Satriano, San Sostene e Sant'Andrea Apostolo dello Ionio.
A seguito del terremoto della Calabria meridionale del 1783 la popolazione subì in forte calo, da 3000 abitanti (nel 1700) a 1359 abitanti (nel 1815).

### Simboli
Lo stemma e il gonfalone comunale sono stati concessi con decreto del presidente della Repubblica del 24 maggio 2005.
(D.P.R. 24 maggio 2005)
Il gonfalone è un drappo di bianco.

## Monumenti e luoghi d'interesse

### Architetture civili

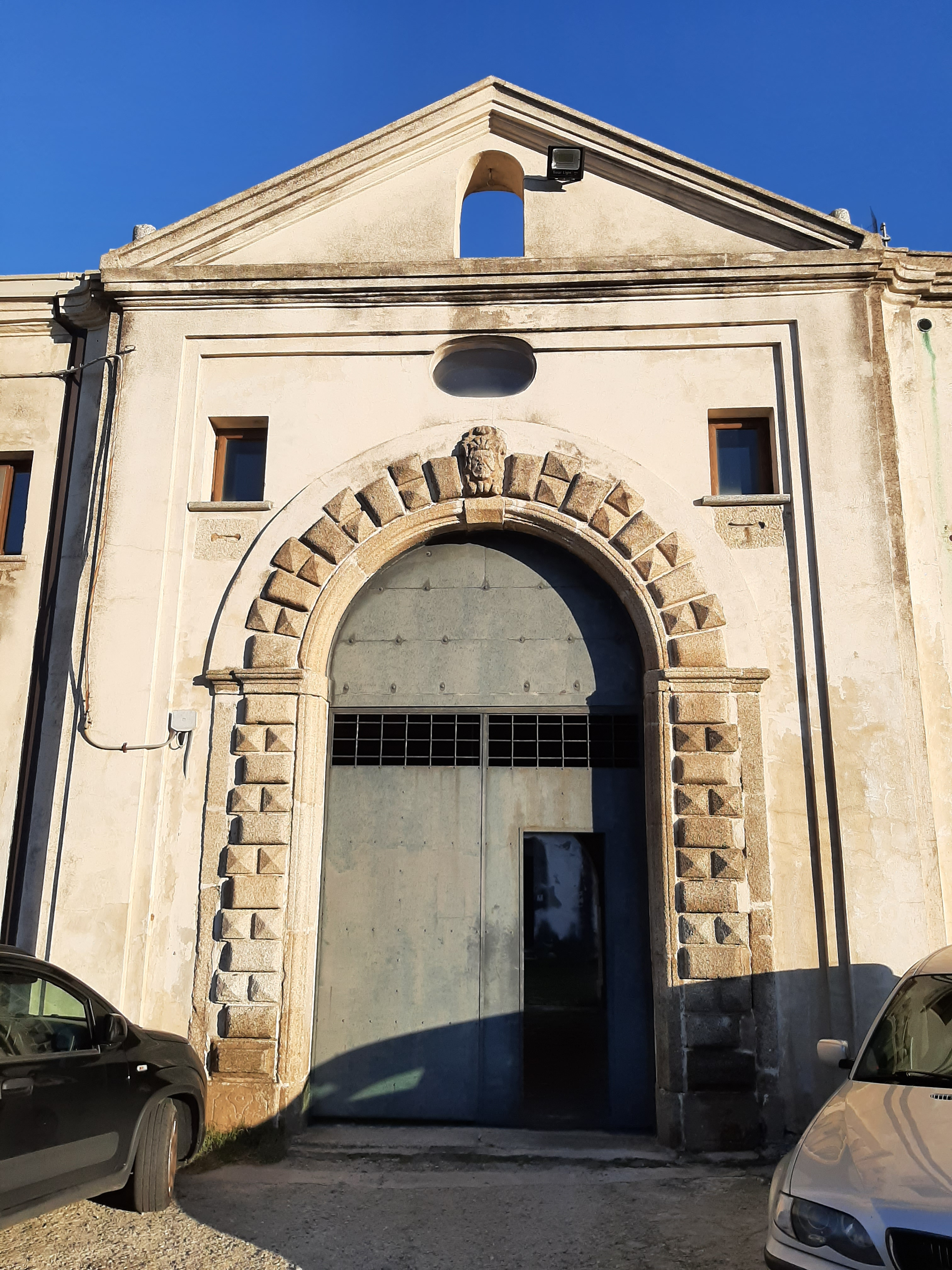
Ingresso del Castello Felluso
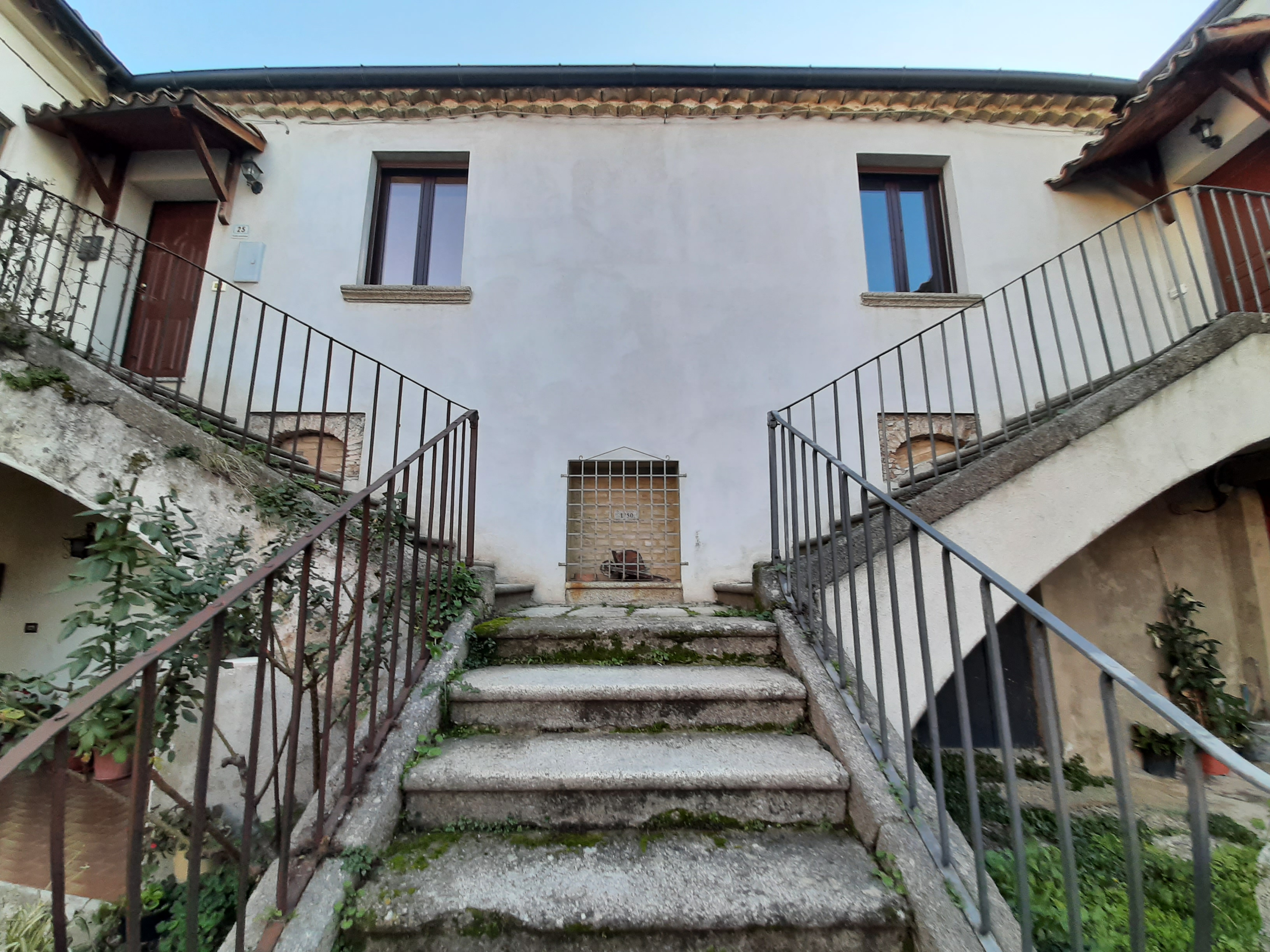
Interno del cortile di Castello Felluso

### Architetture religiose

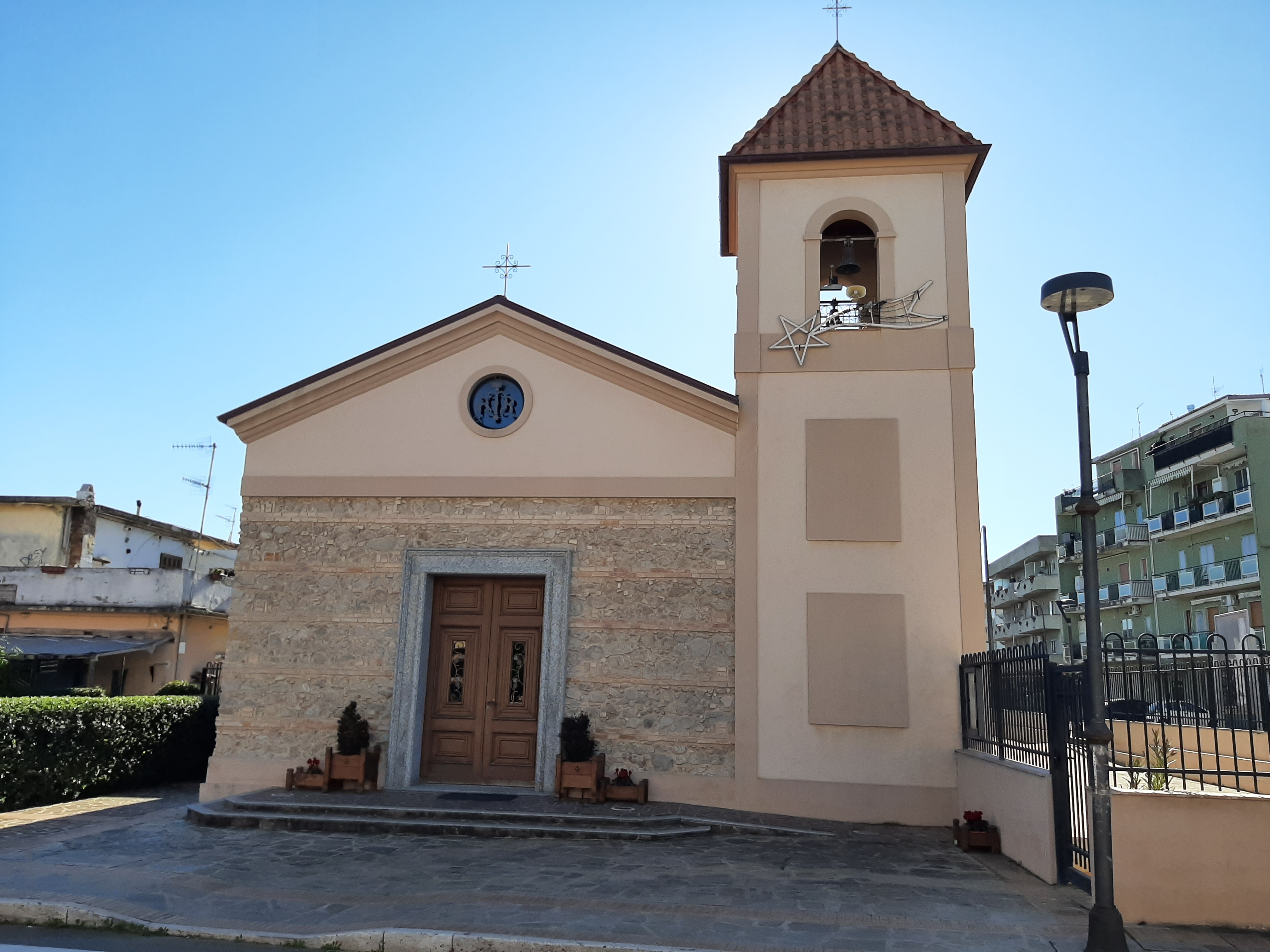
Chiesa della Madonna di Lourdes a Davoli Marina
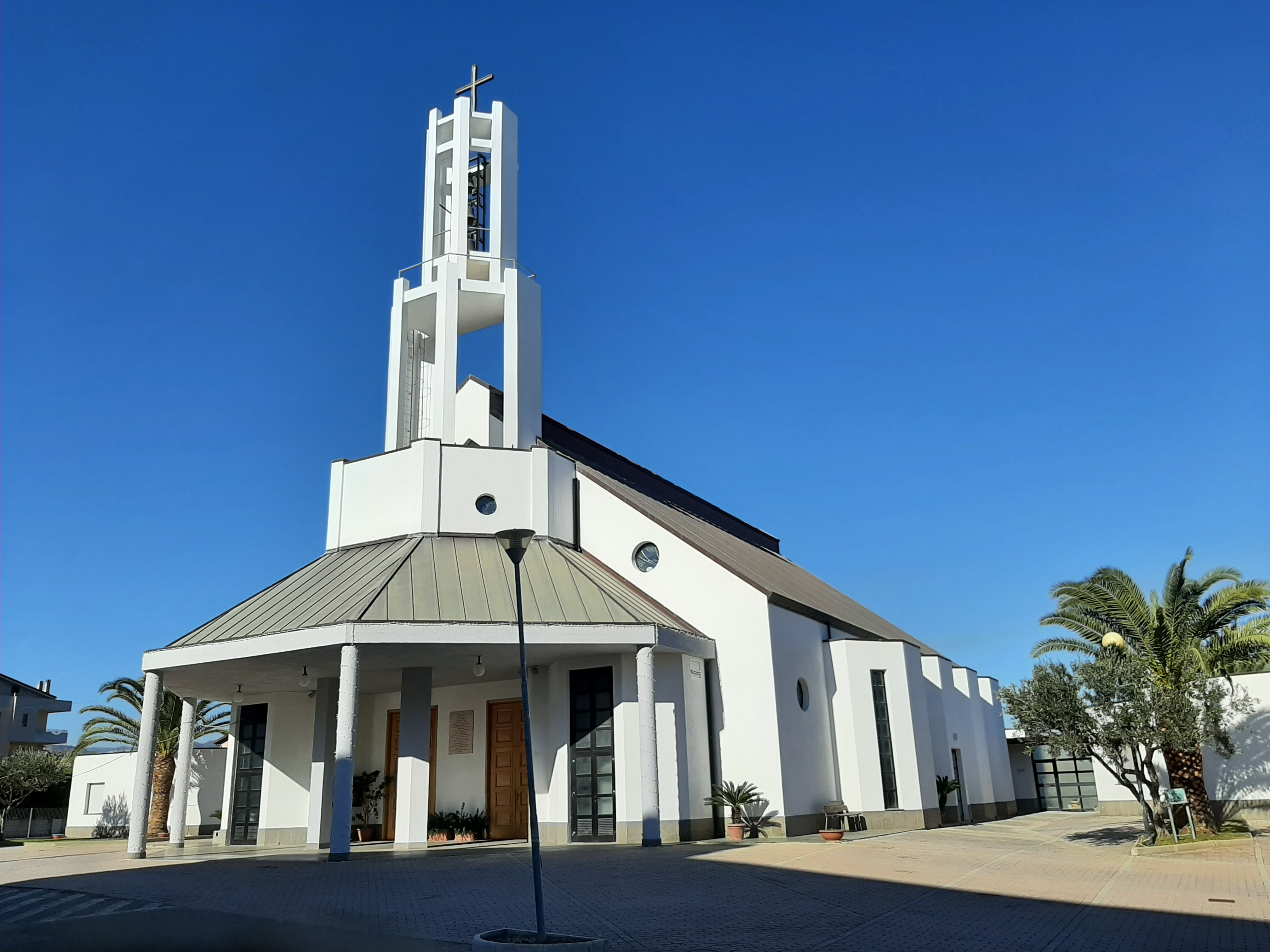
Chiesa di San Roberto Bellarmino a Davoli Marina
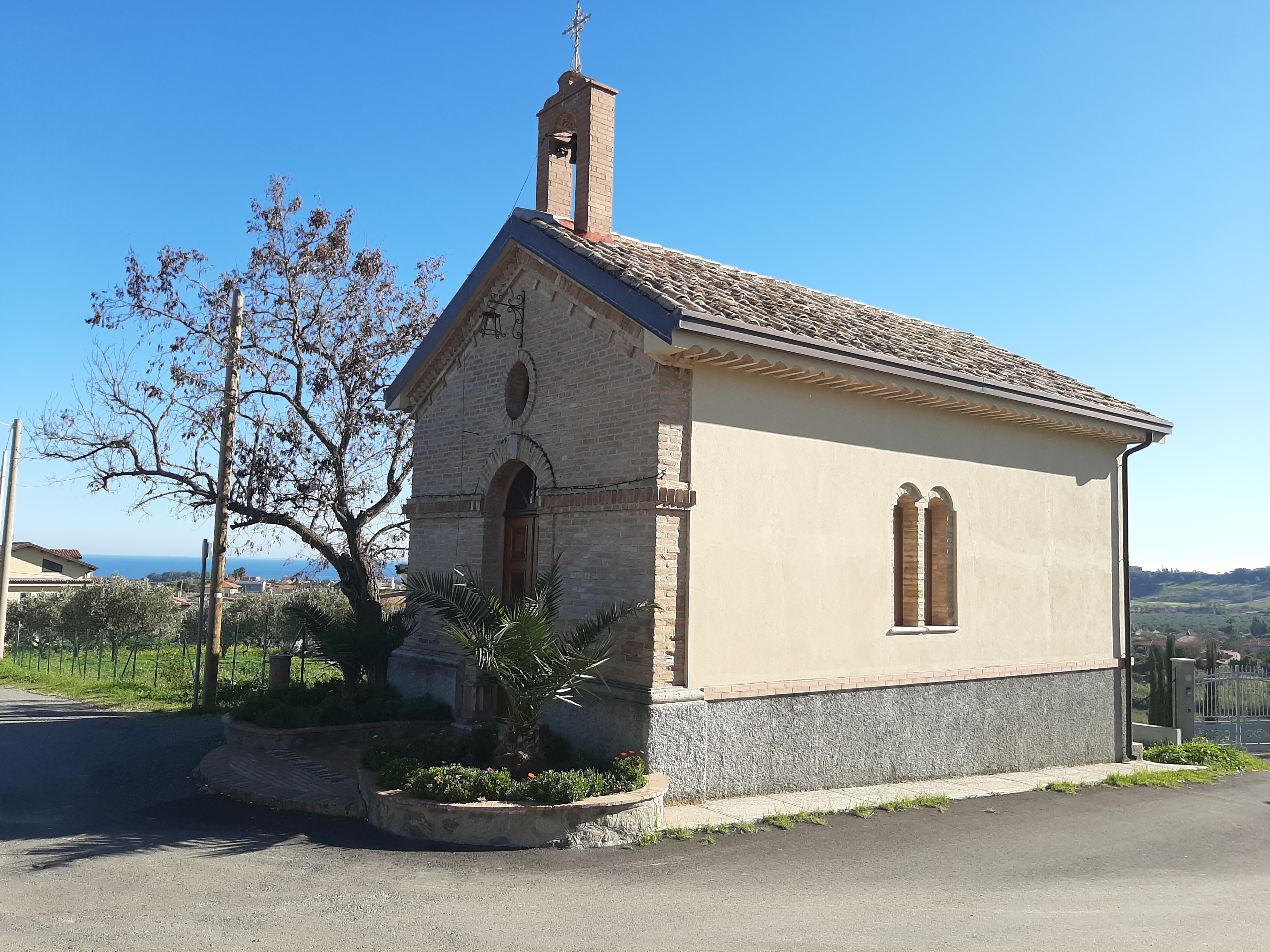
Chiesa di Santa Tecla

## Società
Davoli nasce sulle colline dello basso ionio catanzarese e si trova a 401 m s.l.m. Si sviluppa dalle colline fino al mare dove si trova la frazione marina, denominata Marina di Davoli. Il borgo, abitato da circa 1 000 persone, continua a rappresentare il patrimonio storico e culturale del paese; la Marina, a vocazione turistica e commerciale, è attualmente il centro maggiormente abitato, e conta circa 4 500 persone.

### Evoluzione demografica
Abitanti censiti

### Etnie e minoranze straniere
Secondo i dati ISTAT, al 31 dicembre del 2016 i cittadini stranieri residenti a Davoli erano 391. Le nazionalità maggiormente rappresentate erano:
- Senegal: 136
- India: 81
- Romania: 61
- Bulgaria: 44

### Tradizioni e folclore
'A Naca (traducibile come "dondolìo") è un evento religioso risalente al XVII secolo, che si svolge il Venerdì Santo. Consiste in una processione della statua di Gesù morto accompagnata da decine di alberi di abete illuminati da lampioncini colorati.
A partire dal 1938, si svolge a Davoli "A Pigghjàta" (la presa), una rappresentazione della passione e morte di Cristo, suddivisa in 7 scene.

### Istituzioni, enti e associazioni
Davoli fa parte di:
- Unione dei Comuni del Versante Ionico - Comuni membri: Cardinale, Davoli, Guardavalle, Badolato, Santa Caterina dello Ionio, Sant'Andrea Apostolo dello Ionio, San Sostene, Isca sullo Ionio.[13]
- Movimento Patto dei Sindaci[14]

## Economia

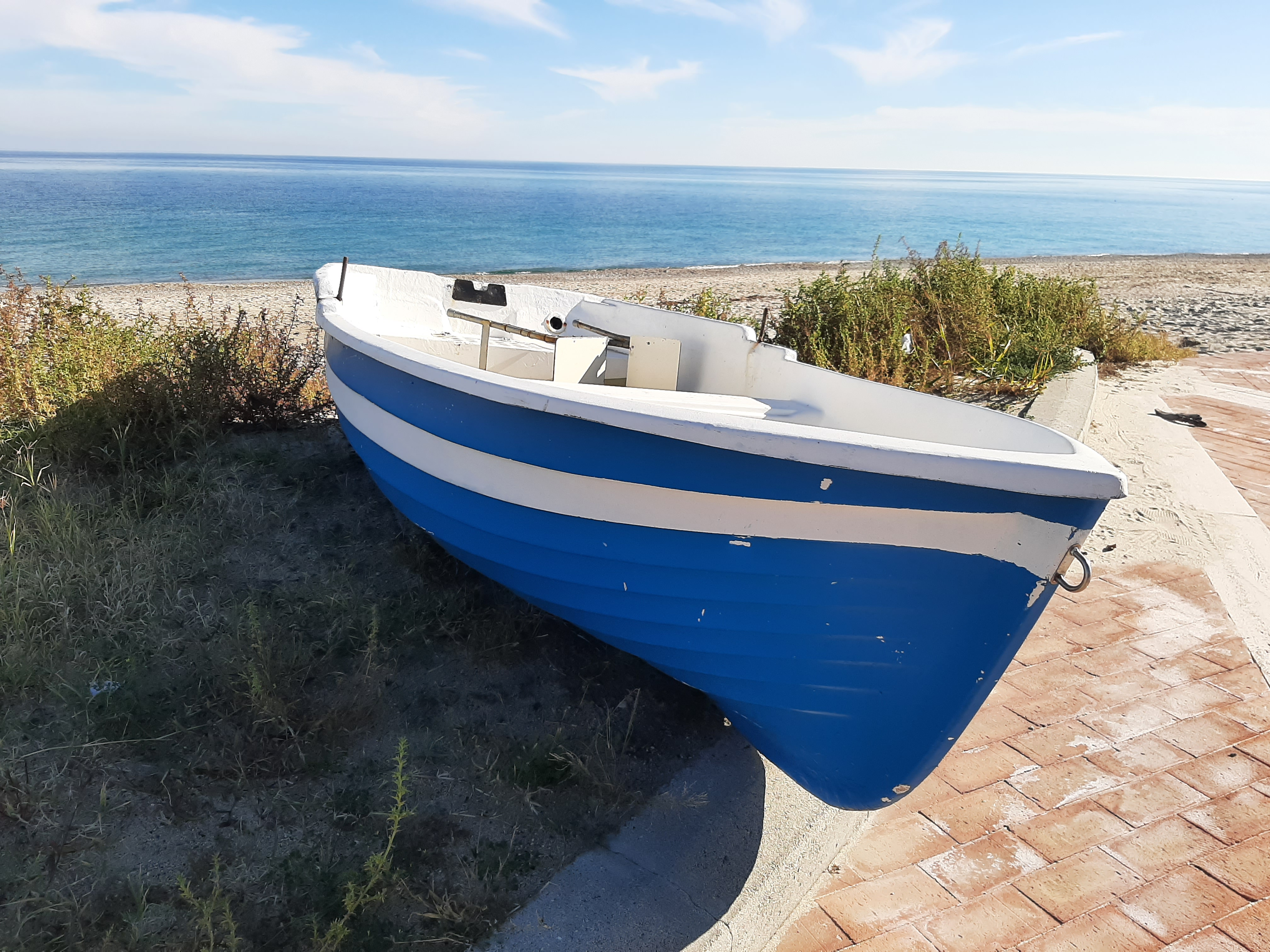
Imbarcazione sulla spiaggia di Davoli Marina

## Infrastrutture e trasporti
Davoli è attraversata dalla Strada statale 106 Jonica e dalle strade provinciali 128, 130 e 149.

## Amministrazione
| Periodo           | Periodo           | Primo cittadino    | Partito                                             | Carica  | Note |
| ----------------- | ----------------- | ------------------ | --------------------------------------------------- | ------- | ---- |
| 23 aprile 1995    | 16 aprile 2000    | Nicola Seminaroti  | lista civica "Popolari"                             | sindaco |      |
| 16 aprile 2000    | 4 aprile 2005     | Cosimo Femia       | lista civica di centro-sinistra "Volta Pagina"      | sindaco |      |
| 4 aprile 2005     | 29 marzo 2010     | Cosimo Femia       | lista civica di centro-sinistra                     | sindaco |      |
| 29 marzo 2010     | 31 maggio 2015    | Antonio Corasaniti | Il Popolo della Libertà Partito Socialista Italiano | sindaco |      |
| 31 maggio 2015    | 21 settembre 2020 | Giuseppe Papaleo   | lista civica "Impegno Comune"                       | sindaco |      |
| 21 settembre 2020 | in carica         | Giuseppe Papaleo   | lista civica "Impegno Comune per Davoli"            | sindaco |      |

Il Comune di Davoli è stato amministrato, nella sua storia repubblicana, da una pacifica alternanza delle classiche forze politiche del panorama politico italiano. Nella Prima Repubblica (Italia), infatti, a gestire i processi decisionali del Comune furono il Partito Comunista Italiano, Il Partito Socialista Italiano e la Democrazia Cristiana, seppur con ruoli diversi negli anni. Il 1990 è l'ultima legislazione in cui il sindaco non viene eletto, dato che la scelta spettava ai consiglieri comunali eletti. Il primo cittadino eletto direttamente fu Nicola Seminaroti, professore e dirigente scolastico, appoggiato da forze centriste. La maggioranza, però, tiene per soli tre anni e l'amministrazione viene commissariata fino al 1999, quando si sarebbe dovuto tornare al voto. Ma le elezioni vengono rinviate a causa di un errore nella compilazione delle liste da parte dei partiti, che costringe la prefettura ad annullare la competizione. Nel 2000, a trionfare è Cosimo Femia, ingegnere, già consigliere comunale nella precedente legislatura, 44 anni, della lista "Volta Pagina", composta da uomini e donne vicini ai Democratici di Sinistra e della società civile. Femia (nel frattempo divenuto consigliere provinciale con il voto diretto dei cittadini nel 2004 e di nuovo nel 2008) vince le elezioni anche nel 2005 e resta in carico fino al 2010. In quell'anno, la maggioranza cambia colore e Antonio Corasaniti, colonnello dei carabinieri in pensione, sostenuto dal Il Popolo della Libertà e dal Partito Socialista Italiano (2007), arriva ad indossare la fascia tricolore. Nel 2015, dopo un aspro confronto interno ai partiti e ai movimenti, la fotografia della competizione elettorale è questa: Cosimo Femia (rimasto consigliere comunale dal 2010 al 2015 negli scranni dell'opposizione) con "Ripartiamo", il sindaco uscente Antonio Corasaniti con "Per il futuro di Davoli", e Giuseppe Papaleo, già segretario della sezione locale del Partito Democratico, dirigente dell'Asp, della lista "Impegno Comune". Sarà quest'ultimo a spuntarla con 1 409 voti contro i 1 052 di Femia e i 718 di Corasaniti. A settembre 2020 Papaleo viene confermato con il 66% dei consensi contro una lista guidata da Simone Corapi, consigliere comunale d’opposizione e leader di un movimento elettorale denominato “Alternativamente Davoli”.

## Sport

### Calcio
La principale squadra di calcio della città è stata l'A.S.D. S.C. Sporting Club Davoli che ha militato nel girone A calabrese di Promozione e infine nel girone B fino alla stagione 2014/2015. La società giallo-verde, però, chiude i battenti e la squadra non viene iscritta al campionato, mentre invece, grazie ad un volenteroso gruppo di imprenditori, viene fondata un'altra società: l'Asd Davoli Calcio Tonino, in omaggio ad uno storico appassionato e dirigente calcistico scomparso prematuramente. La squadra si iscrive al campionato di Terza Categoria, mancando solo ai play off l'obiettivo della promozione. La società, però, non si iscrive al torneo del 2016. Nel 2018, si iscrive al campionato di terza categoria la squadra Davoli Academy, che con una giornata d'anticipo raggiunge la qualificazione diretta per il campionato di seconda categoria.